# بوخدورف
بوخدورف (به آلمانی: Buchdorf) یک شهر در آلمان است که در دناو-ریس واقع شده‌است.